# Lenartovce
Lenartovce é um município da Eslováquia, situado no distrito de Rimavská Sobota, na região de Banská Bystrica. Tem 6,83 km² de área e sua população em 2018 foi estimada em 552 habitantes.

## Demografia
| Ano:        | 1994 | 2004   | 2014   | 2024   |
| ----------- | ---- | ------ | ------ | ------ |
| Broj ljudi: | 508  | 550    | 549    | 568    |
| Razlika:    |      | +8,26% | -0,18% | +3,46% |

| Ano:               | 2023 | 2024   |
| ------------------ | ---- | ------ |
| Número de pessoas: | 560  | 568    |
| Diferença:         |      | +1,42% |